# Dharavi (Film)
Dharavi (Hindi धारावी Dhārāvī) ist ein indischer Spielfilm von Sudhir Mishra aus dem Jahr 1991.

## Handlung
In einem Behelfskino schauen sich Slumbewohner den Film „Shahar Ka Shahanshah“ mit Anil Kapoor und Madhuri Dixit an, als die Leinwand in Flammen aufgeht und das Kino überfallen wird.
Rajkaran Yadav verdient sich seinen Lebensunterhalt als Taxifahrer in Bombay. Er lebt mit seiner Freundin Kumud, die als Näherin arbeitet, und dem zehnjährigen Sohn Rajan in einem Zimmer im Slum Dharavi. Rajkaran hat große Träume eine eigene Textilfärbefabrik ohne Hilfe der örtlichen Gangster aber mit finanzieller Hilfe von Freunden von Razak Miya zu kaufen und aufzubauen. Abends sitzt er mit seinen Freunden Chandu und Chaurasia in der Kneipe und träumt von seinen Geschäftsplänen und im folgenden Alkoholrausch von Madhuri Dixit.
Am nächsten Tag kommt Rajkarans Mutter aus Unnao angereist und zieht bei ihrem Sohn ein. Nach einer Verfolgungsjagd stürzt Kumuds Bruder Chaskar herein, der sich als Sozialarbeiter irgendwo unerwünschter Weise eingemischt hatte. Gewalt und Mord sind tägliche Begleiter in Dharavi, ausgeübt von rivalisierenden Banden.
Rajkaran ist deprimiert, da ihm noch etwas Geld fehlt, um die Fabrik von Razak Miya zu kaufen. Er lässt sich schließlich doch noch von Pareshan überreden, von den Brüdern Dada und Munna Sarkar, den Anführern einer kriminellen Bande im Slum, die fehlenden 30.000 Rupien zu leihen. Den Erwerb der Fabrik feiert Rajkaran mit seinen Freunden ausgelassen und alkoholreich; im Traum erscheint ihm wieder sein Star Madhuri Dixit. Chaskar warnt Kumud vor der Abhängigkeit, in die sich Rajkaran begeben hat. Kumud besucht danach noch kurz ihren ersten Ehemann Shankar, der nach einem Schlaganfall seine Arbeit verloren hat und nun auf die Hilfe von Freunden wie Chaskar angewiesen ist.
Die Färberei läuft gut an, doch schon nach zwei Monaten liegt Rajkaran mit Chandu im Streit um dessen mangelnden Beitrag im Unternehmen. Da wird Rajkaran über den Boten Pareshan zu den Sarkar-Brüdern gerufen, damit er sie in seinem Taxi zu einem Treffen der örtlichen Gangsterbosse bei einem Lokalpolitiker fährt. Auch Chaskar trifft dort mit einigen Unterstützern ein, um eine Petition wegen der Untätigkeit der Polizei bei allen Verbrechen im Slum einzureichen.
Munna Sarkar drängt Chandu zum Austritt aus dem Unternehmen und am selben Abend wird Chaskar erstochen. Kudum übernimmt die Versorgung Shankars an seiner statt. Die Färberei wird von der Polizei abgerissen. Am nächsten Tag ist Rajkaran als Fahrer dabei als Munna Sarkar einen Mann auf offener Straße erschießt. Das Erlebnis macht ihn zutiefst schockiert, wütend und verzweifelt; er beschimpft die Gangsterbrüder. Später wird er vor den Augen seiner Angehörigen in seiner Wohnung zusammengeschlagen. Sein Taxi steht noch auf dem Hof der Brüder, die es ihm nicht mehr herausgeben, so dass er völlig ohne Einkommen ist. Chaurasia sieht sich ohne die Färberei gezwungen, den Sarkar-Brüdern seine Dienste anzubieten.
Es gelingt Rajkaran bei einem Taxiunternehmer anzuheuern. Doch nachdem Rajkaran einen Fahrgast überfallen und beraubt hat, kommt er in Polizeigewahrsam. Auf Drängen von Rajkarans Mutter geht Kudum zu den Sarkar-Brüdern, die Rajkaran freibekommen. Als er die erniedrigenden Umstände erfährt, macht er seiner Mutter schwere Vorwürfe, weil die Gangster schließlich auch Kudums Bruder ermorden lassen haben. Sofort nach ihrem Besuch bei den Gangstern hat Kudum Rajkaran verlassen und ist zu Shankar zurückgezogen.
In einer Racheaktion stürmen die Männer eines anderen Gangsterbosses mit Eisenstangen bewaffnet das Grundstück der Sarkar-Brüder und schlagen alles  kurz und klein, auch Rajkarans Taxi wird abgefackelt. Munna Sarkar, Chaurasia, Dada Sarkar und andere Bandenmitglieder sterben. Einige Zeit später ist Rajkaran wieder optimistisch und plant erneut eine Textilfärberei aufzubauen.

## Auszeichnungen
- 39. National Film Awards 1992
  - bester Film in Hindi: NFDC und Doordarshan (Produzenten), Sudhir Mishra (Regisseur)
  - beste Musik: Rajat Dholakia
  - bester Schnitt: Renu Saluja